# Swanberg Air
Swanberg Air — невелика канадська авіакомпанія зі штаб-квартирою в Гранд-Прері (Альберта), виконує регулярні та чартерні пасажирські та вантажні перевезення в провінціях Альбарте, Саскачеван і Британська Колумбія.

## Маршрутна мережа
Станом на грудень 2010 року авіакомпанія Swanberg Air виконувала регулярні рейси за наступними пунктами призначення:
- Альберта[1]
  - Калгарі — Міжнародний аеропорт Калгарі — відправлення з власної майданчики
  - Едмонтон — Міжнародний аеропорт Едмонтон
  - Гранд-Прері — Аеропорт Гранд-Прері — відправлення з власної майданчики
  - Ред-Дір — Аеропорт Ред-Дір
- Британська Колумбія
  - Доусон-Крік — Аеропорт Доусон-Крік
  - Форт-Сент-Джон — Аеропорт Форт-Сент-Джон
  - Форт-Нельсон — Аеропорт Форт-Нельсон
- Саскачеван
  - Естеван — Регіональний аеродром Естеван) [сезонний]
  - Свіфт-Каррент — Аеропорт Свіфт-Каррент [сезонний]
  - Реджайна — Міжнародний аеропорт Реджайна [сезонний]